# Vinton (Texas)
Vinton é uma vila localizada no estado norte-americano de Texas, no Condado de El Paso.

## Demografia
Segundo o censo norte-americano de 2000, a sua população era de 1892 habitantes.
Em 2006, foi estimada uma população de 1970, um aumento de 78 (4.1%).

## Geografia
De acordo com o United States Census Bureau tem uma área de
6,3 km², dos quais 6,3 km² cobertos por terra e 0,0 km² cobertos por água.

## Localidades na vizinhança
O diagrama seguinte representa as localidades num raio de 8 km ao redor de Vinton.